# Le Thuit, Eure
 Le Thuit  là một xã thuộc tỉnh Eure trong vùng Normandie miền bắc nước Pháp.